# شاهزاده آلبرت ویکتور، دوک کلارنس و اوندیل
شاهزاده آلبرت ویکتور، دوک کلارنس و اوندیل (به انگلیسی: Prince Albert Victor, Duke of Clarence and Avondale) (۸ ژانویه ۱۸۶۴ – ۱۴ ژانویه ۱۸۹۲) بزرگ‌ترین فرزند شاهزاده و شاهدخت ولز (ادوارد هفتم و الکساندرای دانمارک بعدی) و نوهٔ ملکه ویکتوریا بود. او از زمان تولد بعد از پدش دومین نفر در نوبت رسیدن به تاج و تخت بریتانیا بود، اما پیش از پدر و مادربزرگش درگذشت.
آلبرت در جوانی به نیروی زمینی بریتانیا پیوست و به همراه ارتش به قسمت‌های زیادی از دنیا سفر کرد، اما هیچ وقت به صورت فعالانه مسئولیت نظامی برعهده نداشت. در اواخر سال ۱۸۹۱ نامزدی او با ماری تک رسمی شد، اما چند هفته بعد به دلیل ابتلا به آنفلوانزا در پاندمی سال ۱۸۸۹ تا ۱۸۹۲، درگذشت. ماری بعداً با برادر کوچک آلبرت، جرج پنجم ازدواج کرد. جسد او در کلیسای سنت جرج، قلعه وینزر دفن شده است.